# Катерина II (княгиня Ахейська)
Катерина II Валуа (1303 — 1346) — імператриця Латинської імперії (Константинополя) з 1308 року до своєї смерті, княгиня-регент Ахейського князівства з 1332 до 1341 року і губернатор Кефалонії (Каталонії) з 1341 року до своєї смерті.

## Біографія
Народилася в сім'ї Карла Валуа та Катерини де Кортене.
В 1313 році була віддана за дружину Філіпу Тарентському, сину неапольського короля Карла II.

## Діти
Мала п'ятеро дітей:
- Роберт (1319-1364), князь Таранто, титулярний імператор Латинської імперії
- Людовик (1320-1362), князь Таранто
- Маргарита (1325-1380)
- Марія, померла в дитинстві
- Філіп (1329-1374), титулярний імператор Латинської імперії